# Miloš Fišera

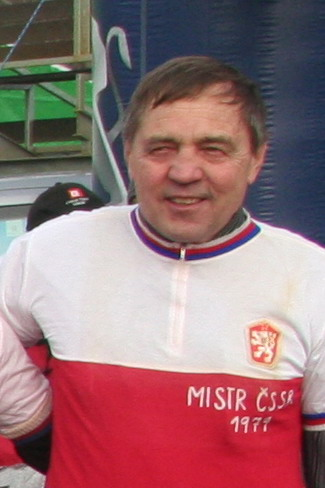
Miloš Fišera im Jahre 2016 im historischen Trikot des Nationalmeisters

Miloš Fišera (* 17. Februar 1950 in Vrchlabí) ist ein ehemaliger tschechoslowakischer Radrennfahrer und Weltmeister im Radsport.

## Sportliche Laufbahn
Fišera begann sportlich zunächst als Skifahrer, wechselte aber bald zum Radsport. Er wurde Mitglied im Verein im Verein RH Plzeň, hatte dort aber Probleme mit seinem Trainer Jan Kubr und ging zum Verein Jiskra Kolín.
Bei der UCI-Weltmeisterschaft im Querfeldeinrennen (heutige Bezeichnung Cyclocross) 1972 in Prag stand er mit dem Gewinn der Silbermedaille erstmals auf dem Podium einer Weltmeisterschaft. Er war der erste tschechoslowakische Querfeldein-Rennfahrer, der eine Medaille für sein Land bei den Amateuren gewann. Fišera wurde 1981 Sieger des Weltmeisterschaftsrennens in Tolosa. Ein Jahr später verteidigte er seinen Titel in Frankreich. Er startete zehnmal bei den Amateur-Weltmeisterschaften, letztmals bei der Amateur-Weltmeisterschaft 1983, wobei er den sechsten Platz belegte. Fünfmal gewann er die nationale Meisterschaft im Querfeldeinrennen (1973, 1977, 1978, 1979 und 1981).
1977 gewann er das Eintagesrennen GP ZTS Dubnica nad Váhom in seiner Heimat.
Fišera war bestrebt, Berufsfahrer zu werden, ohne seine Heimat verlassen zu müssen. Sein Verband gestattete ihm dies erst 1988, als er bereits 38 Jahre alt war. Zwischen 1988 und 1990 nahm er dreimal an den Weltmeisterschaften der Profis teil, konnte aber keine Medaille mehr gewinnen. Sein bestes Ergebnis war der 13. Platz 1988. In den letzten Jahren seiner Laufbahn startete er für den Verein Concordia Reute in Deutschland.

## Familiäres
Sein Neffe war der ehemalige Weltmeister im Querfeldeinrennen Radomír Šimůnek (Senior).